# Miho Kuramochi
Miho Kuramochi (jap. 倉持 美穂 Kuramochi Miho; * 9. Juni 1998 in Kanagawa) ist eine japanische Tennisspielerin.

## Karriere
Kuramochi spielt überwiegend Turniere auf der ITF Women’s World Tennis Tour, bei der sie bislang zwei Titel im Einzel und vier im Doppel gewonnen hat.

## Turniersiege

### Einzel
| Nr. | Datum          | Turnier | Kategorie | Belag     | Finalgegnerin   | Ergebnis         |
| --- | -------------- | ------- | --------- | --------- | --------------- | ---------------- |
| 1.  | 19. März 2023  | Antalya | ITF W15   | Sand      | Julie Štruplová | 7:64, 6:4        |
| 2.  | 30. April 2023 | Fukui   | ITF W15   | Hartplatz | Lee Ya-hsuan    | 7:5, 3:0 Aufgabe |

### Doppel
| Nr. | Datum             | Turnier  | Kategorie | Belag     | Partnerin       | Finalgegnerinnen                     | Ergebnis          |
| --- | ----------------- | -------- | --------- | --------- | --------------- | ------------------------------------ | ----------------- |
| 1.  | 28. November 2021 | Cancun   | ITF W15   | Hartplatz | Minami Akiyama  | Amelia Bissett Anaëlle Leclercq      | 7:66, 2:6, [10:8] |
| 2.  | 21. Mai 2022      | Cancun   | ITF W15   | Hartplatz | Saki Imamura    | Kariann Pierre-Louis Kelly Williford | 3:6, 6:3, [10:8]  |
| 3.  | 13. April 2024    | Osaka    | ITF W35   | Hartplatz | Natsuho Arakawa | Lizette Cabrera Dalayna Hewitt       | 6:4, 3:6, [10:7]  |
| 4.  | 8. Februar 2025   | Brisbane | ITF W75   | Hartplatz | Zheng Wushuang  | Tessah Andrianjafitrimo Malene Helgø | 7:66, 6:3         |